# 怪異伝承 鬼殻村
『怪異伝承 鬼殻村』は、2009年に製作されたオリジナルビデオ。木島さやか、みぶ真也主演。
松村仁史監督、脚本。

## 概要
- 洋画のカルト作品を販売する専門メーカーWHDジャパンが製作したオリジナルビデオ第二弾。
- 実際には監督の松村仁史が着手段階で病気で降板。事実上の監督は阿見松ノ介だったと松村仁史自身が語っている。
- 前作『サイコ・イコール』に引き続き、仲谷進が特殊メイクと総指揮を担当した。
- 特別ゲストとして『キカイダー01』でおなじみの池田駿介が珍しくオリジナルビデオに出演した。なお、池田は翌年、逝去したため、当作品が遺作になった。
- 同年に公開された洋画『デビル・ハザード』(トルネード・フィルム配給)が憑依型ゾンビや遺跡を探す設定等、類似箇所が多い為 参考にしたという説がある。しかし本作の方が公開も製作時期も先で、両者には何の接点もなく 単なる偶発的に似たものだと言える。製作サイドも盗作説を根拠のない噂と否定している。

## あらすじ
浅沼教授率いる民俗学チームの男女6人が鬼殻石と言われる遺跡を探し、村人の忠告も聞かずに ある村の山を調査のため登山する。しかし頂上で鬼殻石を発見したメンバーの一人が突然 発狂し襲いかかり、浅沼教授を食い殺す。すぐに下山しようとするが、カニバリズムは伝染するらしくメンバーは次々正気を失い仲間を喰い殺し、また襲いかかってくる。唯一正気だった主人公・勝山笙子と恋人・駒田健二、ライバル・松前睦子は山小屋に逃げ込む。しかしゾンビと化した山田武士の襲撃に遭い、勝山笙子以外のメンバーは死亡あるいはゾンビとなる。なんとか下山する勝山笙子だったが、そこにはあまりにも意外な事実が隠されていた。

## キャスト
- 木島さやか：勝山笙子
- 村上翔悟：駒田健二
- やまおきあや：松前睦子
- 高寺裕司：山田武士
- 渡辺真理子：君田亜矢
- みぶ真也：浅沼教授
- ひがきえり：加奈子
- 浅尾典彦：小泉典彦
- 池田駿介：特別ゲスト